# Île des Loups
L'Île des Loups è un'isola fluviale sul fiume della Marna, situata nel dipartimento di Valle della Marna tra i comuni di Nogent-sur-Marne e Le Perreux-sur-Marne, lunga 800 metri e accessibile solo in barca.

## Storia
Anche se il nome dell'isola è documentato già dal XIV secolo, la leggenda narra che alcuni lupi braccarono dai soldati durante la guerra franco-prussiana del 1870, che si rifugiarono sull'isola, che assunse quindi questa denominazione.
Come altre isole sulla Marna, l'Île des Loups è stata sfruttata dal uomo fin dal XIV secolo, in particolare per la pesca; alcuni documenti del XVIII secolo attestano sulle sue rive furono installate delle pescaie, vale a dire alcuni pali di legno piantati nel fondo del fiume a cui fu collegata una rete. Sotto l'Ancien Régime, gli alberi che venivano piantati sull'isola venivano usati come legna da ardere o come fascine per limitare l'erosione del litorale. Dal XIX secolo vennero costruite alcune case con vari servizi annessi, tra cui taverne e un bordello; permangono alcuni resti di tali edifici, tra cui un vecchio campo da tennis, una fontana e un fiume artificiale.
Nel 1879 vi si stabilì l'Encou, una società per lo sviluppo dello sport nautico; il club di canottaggio ha ancora oggi qui la sua sede. Negli anni 1920, gli Studi di Joinville, situati nelle vicinanze, attirarono sull'isola attori famosi come Jean Gabin, Marcel Carné, Michel Simon e Marlène Dietrich. Dopo la seconda guerra mondiale, gli abitanti iniziano a lasciare l'isola; fu poi vietata la costruzione di nuovi edifici a causa del rischio di inondazioni, anche se una decina di vecchi edifici sono ancora abitati.